# Lista siturilor arheologice din județul Cluj - P
Lista siturilor arheologice din județul Cluj - P conține toate siturile arheologice din județul Cluj înscrise în Repertoriul Arheologic Național (RAN) și aflate în localități al căror nume începe cu litera P. RAN este administrat de Ministerul Culturii și Patrimoniului Național și cuprinde date științifice, cartografice, topografice, imagini și planuri, precum și orice alte informații privitoare la zonele cu potențial arheologic, studiate sau nu, încă existente sau dispărute.
Puteți căuta un sit din localitățile care încep cu litera P folosind formularul de mai jos sau puteți naviga prin toate siturile din județ la Lista siturilor arheologice din județul Cluj.
| Cod RAN                                  | Denumire | Localitate                                       | Adresă                                            | Datare                                                                               | Descoperit     | Coordonate                                    | Imagine           | Erori            |
| ---------------------------------------- | --- | ------------------------------------------------ | ------------------------------------------------- | ------------------------------------------------------------------------------------ | -------------- | --------------------------------------------- | ----------------- | ---------------- |
| 55749.01.01 (Cod LMI: CJ-I-s-B-07127)    | Ruine romane de la Pața - "Pusta grofului" / ansamblu anonim (Categorie: neprecizată) (Tip: neprecizat)                                                                                   | sat Pata, comuna Apahida                         | Pusta Grofului                                    |                                                                                      |                |                                               | Încărcați imagine | Raportați eroare |
| 55749.02.01 (Cod LMI: CJ-I-s-B-07128)    | Așezarea preistorică de la Pața / ansamblu anonim (Categorie: locuire civilă) (Tip: Așezare)                                                                                              | sat Pata, comuna Apahida                         |                                                   |                                                                                      |                |                                               | Încărcați imagine | Raportați eroare |
| 55749.03.01 (Cod LMI: CJ-I-s-B-07129)    | Tumulii de la Pața - "Coasta Feleacului" / ansamblu anonim (Categorie: descoperire funerară) (Tip: Grup de tumuli)                                                                        | sat Pata, comuna Apahida                         | Coasta Feleacului                                 |                                                                                      |                |                                               | Încărcați imagine | Raportați eroare |
| 58598.01.01 (Cod LMI: CJ-I-s-B-07130)    | Așezarea romană de la Pădurenii / ansamblu anonim (Categorie: locuire civilă) (Tip: Așezare)                                                                                              | sat Pădurenii, comuna Mintiu Gherlii             |                                                   |                                                                                      |                |                                               | Încărcați imagine | Raportați eroare |
| 58801.01.01 (Cod LMI: CJ-I-s-B-07131)    | Situl arheologic de la Pălatca - "Sub pădure" / ansamblu anonim (Categorie: locuire civilă) (Tip: Așezare)                                                                                | sat Pălatca, comuna Pălatca                      | Sub pădure                                        |                                                                                      | 1948           | 46°49′49″N 23°58′40″E / 46.8303°N 23.97769°E  | Încărcați imagine | Raportați eroare |
| 58801.01.02 (Cod LMI: CJ-I-s-B-07131)    | Situl arheologic de la Pălatca - "Sub pădure" / ansamblu anonim (Categorie: locuire civilă) (Tip: Așezare)                                                                                | sat Pălatca, comuna Pălatca                      | Sub pădure                                        | Iclod                                                                                | 1948           | 46°49′49″N 23°58′40″E / 46.8303°N 23.97769°E  | Încărcați imagine | Raportați eroare |
| 58801.01.03 (Cod LMI: CJ-I-m-B-07131.02) | Situl arheologic de la Pălatca - "Sub pădure" / ansamblu anonim (Categorie: locuire civilă) (Tip: Așezare)                                                                                | sat Pălatca, comuna Pălatca                      | Sub pădure                                        |                                                                                      | 1948           | 46°49′49″N 23°58′40″E / 46.8303°N 23.97769°E  | Încărcați imagine | Raportați eroare |
| 58801.01.04 (Cod LMI: CJ-I-m-B-07131.01) | Situl arheologic de la Pălatca - "Sub pădure" / ansamblu anonim (Categorie: locuire civilă) (Tip: Necropolă)                                                                              | sat Pălatca, comuna Pălatca                      | Sub pădure                                        | sec. IV - V d.Hr.                                                                    | 1948           | 46°49′49″N 23°58′40″E / 46.8303°N 23.97769°E  | Încărcați imagine | Raportați eroare |
| 58801.02.02 (Cod LMI: CJ-I-s-A-07132)    | Situl arheologic de la Pălatca - "Dealul Coasta" / ansamblu anonim (Categorie: locuire) (Tip: ruine)                                                                                      | sat Pălatca, comuna Pălatca                      | Dealul Coasta                                     |                                                                                      | 1942           | 46°51′18″N 23°59′16″E / 46.85495°N 23.98769°E | Încărcați imagine | Raportați eroare |
| 58801.02.03 (Cod LMI: CJ-I-m-A-07132.01) | Situl arheologic de la Pălatca - "Dealul Coasta" / ansamblu anonim (Categorie: locuire) (Tip: Necropolă)                                                                                  | sat Pălatca, comuna Pălatca                      | Dealul Coasta                                     | sec. IV d.Hr.                                                                        | 1942           | 46°51′18″N 23°59′16″E / 46.85495°N 23.98769°E | Încărcați imagine | Raportați eroare |
| 58801.02.01 (Cod LMI: CJ-I-s-A-07132)    | Situl arheologic de la Pălatca - "Dealul Coasta" / ansamblu anonim (Categorie: locuire) (Tip: Așezare)                                                                                    | sat Pălatca, comuna Pălatca                      | Dealul Coasta                                     |                                                                                      | 1942           | 46°51′18″N 23°59′16″E / 46.85495°N 23.98769°E | Încărcați imagine | Raportați eroare |
| 58927.01.01 (Cod LMI: CJ-I-m-A-07134.03) | Situl arheologic de la Petreștii de Jos - "Crucea Cheii" / ansamblu anonim (Categorie: locuire) (Tip: Așezare)                                                                            | sat Petreștii de Jos, comuna Petreștii de Jos    | Crucea Cheii                                      |                                                                                      |                | 46°34′33″N 23°39′35″E / 46.57596°N 23.6598°E  | Încărcați imagine | Raportați eroare |
| 58927.01.02 (Cod LMI: CJ-I-m-A-07134.02) | Situl arheologic de la Petreștii de Jos - "Crucea Cheii" / ansamblu anonim (Categorie: locuire) (Tip: neprecizat)                                                                         | sat Petreștii de Jos, comuna Petreștii de Jos    | Crucea Cheii                                      |                                                                                      |                | 46°34′33″N 23°39′35″E / 46.57596°N 23.6598°E  | Încărcați imagine | Raportați eroare |
| 58927.01.03 (Cod LMI: CJ-I-m-A-07134.04) | Situl arheologic de la Petreștii de Jos - "Crucea Cheii" / ansamblu anonim (Categorie: locuire) (Tip: Locuire)                                                                            | sat Petreștii de Jos, comuna Petreștii de Jos    | Crucea Cheii                                      | Cluj - Cheile Turzii - Lumea Nouă - Iclod                                            |                | 46°34′33″N 23°39′35″E / 46.57596°N 23.6598°E  | Încărcați imagine | Raportați eroare |
| 58927.01.04 (Cod LMI: CJ-I-m-A-07134.01) | Situl arheologic de la Petreștii de Jos - "Crucea Cheii" / ansamblu anonim (Categorie: locuire) (Tip: Locuire)                                                                            | sat Petreștii de Jos, comuna Petreștii de Jos    | Crucea Cheii                                      |                                                                                      |                | 46°34′33″N 23°39′35″E / 46.57596°N 23.6598°E  | Încărcați imagine | Raportați eroare |
| 58927.02.01 (Cod LMI: CJ-I-s-B-07135)    | Tumulii de la Petreștii de Jos - în jurul satului / ansamblu anonim (Categorie: descoperire funerară) (Tip: Grup de tumuli)                                                               | sat Petreștii de Jos, comuna Petreștii de Jos    |                                                   |                                                                                      |                |                                               | Încărcați imagine | Raportați eroare |
| 58927.03.01 (Cod LMI: CJ-I-s-B-07136)    | Ruine romane de la Petreștii de Jos - "Fântâna Sf. Vladislav" / ansamblu anonim (Categorie: locuire) (Tip: Așezare)                                                                       | sat Petreștii de Jos, comuna Petreștii de Jos    | Fântâna Sf. Vladislav                             | sec. II - III d.Hr.                                                                  | I. Teglas 1901 | 46°35′01″N 23°40′17″E / 46.58349°N 23.67141°E | Încărcați imagine | Raportați eroare |
| 58927.04.01 (Cod LMI: CJ-I-m-B-07137.02) | Așezarea de la Petreștii de Jos - "Valea Sărăcăzii" / ansamblu anonim (Categorie: locuire civilă) (Tip: Așezare)                                                                          | sat Petreștii de Jos, comuna Petreștii de Jos    | Valea Sărăcăzii                                   |                                                                                      |                | 46°34′26″N 23°38′59″E / 46.57399°N 23.64964°E | Încărcați imagine | Raportați eroare |
| 58927.04.02 (Cod LMI: CJ-I-m-B-07137.01) | Așezarea de la Petreștii de Jos - "Valea Sărăcăzii" / ansamblu anonim (Categorie: locuire civilă) (Tip: Locuire)                                                                          | sat Petreștii de Jos, comuna Petreștii de Jos    | Valea Sărăcăzii                                   | sec. VIII - IX d.Hr.                                                                 |                | 46°34′26″N 23°38′59″E / 46.57399°N 23.64964°E | Încărcați imagine | Raportați eroare |
| 58972.01.01 (Cod LMI: CJ-I-m-B-07138.02) | Situl arheologic de la Petreștii de Sus - "La Școală" / ansamblu anonim (Categorie: locuire civilă) (Tip: Locuire)                                                                        | sat Petreștii de Sus, comuna Petreștii de Jos    | la Școală                                         | Starčevo - Criș                                                                      |                | 46°32′58″N 23°38′49″E / 46.54957°N 23.64684°E | Încărcați imagine | Raportați eroare |
| 58972.01.02 (Cod LMI: CJ-I-m-B-07138.01) | Situl arheologic de la Petreștii de Sus - "La Școală" / ansamblu anonim (Categorie: locuire civilă) (Tip: Locuire)                                                                        | sat Petreștii de Sus, comuna Petreștii de Jos    | la Școală                                         |                                                                                      |                | 46°32′58″N 23°38′49″E / 46.54957°N 23.64684°E | Încărcați imagine | Raportați eroare |
| 58972.02.01 (Cod LMI: CJ-I-s-A-07139)    | Tumulii Coțofeni de la Petreștii de Sus - "Dealul Bisericii" / ansamblu anonim (Categorie: descoperire funerară) (Tip: Grup de tumuli)                                                    | sat Petreștii de Sus, comuna Petreștii de Jos    | Dealul Bisericii                                  | Coțofeni                                                                             |                | 46°33′02″N 23°38′49″E / 46.55062°N 23.64684°E | Încărcați imagine | Raportați eroare |
| 58972.03.01 (Cod LMI: CJ-I-s-A-07140)    | Fortificația preistorică de la Petreștii de Sus - "La biserică" / ansamblu anonim (Categorie: fortificație) (Tip: Fortificație)                                                           | sat Petreștii de Sus, comuna Petreștii de Jos    | La biserică                                       |                                                                                      |                | 46°32′52″N 23°38′50″E / 46.54784°N 23.64721°E | Încărcați imagine | Raportați eroare |
| 58972.04.01 (Cod LMI: CJ-I-s-B-07141)    | Ruine din epoca romană de la Petreștii de Sus - "Cernei" / ansamblu anonim (Categorie: locuire) (Tip: Așezare)                                                                            | sat Petreștii de Sus, comuna Petreștii de Jos    | Cernei                                            |                                                                                      |                | 46°33′16″N 23°38′27″E / 46.55435°N 23.64081°E | Încărcați imagine | Raportați eroare |
| 58972.05.01 (Cod LMI: CJ-I-s-B-07142)    | Așezarea din epoca bronzului de la Petreștii de Sus - "La Pădure" / ansamblu anonim (Categorie: locuire civilă) (Tip: Așezare)                                                            | sat Petreștii de Sus, comuna Petreștii de Jos    | La Pădure                                         |                                                                                      |                |                                               | Încărcați imagine | Raportați eroare |
| 55044.01.01 (Cod LMI: CJ-I-s-A-07143)    | Așezarea romană de la Pintic / ansamblu anonim (Categorie: locuire civilă) (Tip: Așezare rurală)                                                                                          | localitate componentă Pintic, municipiul Dej     |                                                   | sec. II - III d.Hr.                                                                  |                | 47°04′31″N 23°46′46″E / 47.07523°N 23.77949°E | Încărcați imagine | Raportați eroare |
| 58767.01.01 (Cod LMI: CJ-I-s-B-07144)    | Așezarea neolitică de la Plăiești - "Roata Șoarecelui" / ansamblu anonim (Categorie: locuire civilă) (Tip: Locuire)                                                                       | sat Plăiești, comuna Moldovenești                | Roata Șoarecelui                                  | Starčevo - Criș                                                                      |                | 46°30′12″N 23°42′51″E / 46.50322°N 23.71417°E | Încărcați imagine | Raportați eroare |
| 58767.01.02 (Cod LMI: CJ-I-s-B-07144)    | Așezarea neolitică de la Plăiești - "Roata Șoarecelui" / ansamblu anonim (Categorie: locuire civilă) (Tip: Așezare)                                                                       | sat Plăiești, comuna Moldovenești                | Roata Șoarecelui                                  | Petrești                                                                             |                | 46°30′12″N 23°42′51″E / 46.50322°N 23.71417°E | Încărcați imagine | Raportați eroare |
| 58767.02.01 (Cod LMI: CJ-I-m-B-07145.03) | Așezarea preistorică de la Plăiești - "Pe Vale" / ansamblu anonim (Categorie: locuire civilă) (Tip: Așezare)                                                                              | sat Plăiești, comuna Moldovenești                | Pe vale                                           | Iclod                                                                                | 1986-1987      | 46°30′15″N 23°42′27″E / 46.50418°N 23.70747°E | Încărcați imagine | Raportați eroare |
| 58767.02.02 (Cod LMI: CJ-I-m-B-07145.02) | Așezarea preistorică de la Plăiești - "Pe Vale" / ansamblu anonim (Categorie: locuire civilă) (Tip: Așezare)                                                                              | sat Plăiești, comuna Moldovenești                | Pe vale                                           |                                                                                      | 1986-1987      | 46°30′15″N 23°42′27″E / 46.50418°N 23.70747°E | Încărcați imagine | Raportați eroare |
| 58767.02.03 (Cod LMI: CJ-I-m-B-07145.01) | Așezarea preistorică de la Plăiești - "Pe Vale" / ansamblu anonim (Categorie: locuire civilă) (Tip: Așezare)                                                                              | sat Plăiești, comuna Moldovenești                | Pe vale                                           | geto-dacică                                                                          | 1986-1987      | 46°30′15″N 23°42′27″E / 46.50418°N 23.70747°E | Încărcați imagine | Raportați eroare |
| 58767.03.01 (Cod LMI: CJ-I-m-B-07146.02) | Situl arheologic de la Plăiești - "Stână" / ansamblu anonim (Categorie: locuire civilă) (Tip: Așezare)                                                                                    | sat Plăiești, comuna Moldovenești                | Stână                                             |                                                                                      |                | 46°29′36″N 23°42′22″E / 46.49347°N 23.70601°E | Încărcați imagine | Raportați eroare |
| 58767.03.02 (Cod LMI: CJ-I-m-B-07146.01) | Situl arheologic de la Plăiești - "Stână" / ansamblu anonim (Categorie: locuire civilă) (Tip: Așezare)                                                                                    | sat Plăiești, comuna Moldovenești                | Stână                                             | sec. XII - XIV                                                                       |                | 46°29′36″N 23°42′22″E / 46.49347°N 23.70601°E | Încărcați imagine | Raportați eroare |
| 58776.01.01 (Cod LMI: CJ-I-s-B-07147)    | Așezarea din epoca bronzului de la Podeni - "Gruiul Ungurilor" / ansamblu anonim (Categorie: locuire civilă) (Tip: Așezare)                                                               | sat Podeni, comuna Moldovenești                  | Gruiul Ungurilor                                  |                                                                                      |                | 46°25′39″N 23°37′14″E / 46.42744°N 23.62047°E | Încărcați imagine | Raportați eroare |
| 59050.01.01 (Cod LMI: CJ-I-m-A-06976.10) | Fortificațiile romane de la Poieni - "Măgura Sebeșului" / ansamblu anonim (Categorie: locuire militară) (Tip: Turn)                                                                       | sat Poieni, comuna Poieni                        | Măgura Sebeșului                                  |                                                                                      |                | 46°53′50″N 22°50′52″E / 46.89709°N 22.84791°E | Încărcați imagine | Raportați eroare |
| 58801.04.01                              | Așezarea Wietenberg de la Pălatca - "Togul lui Rândrușa" / ansamblu anonim (Categorie: locuire civilă) (Tip: Așezare)                                                                     | sat Pălatca, comuna Pălatca                      | Togul lui Rândrușa                                | Wietenberg                                                                           |                |                                               | Încărcați imagine | Raportați eroare |
| 57038.01.01                              | Așezarea neolitică de la Pădureni / ansamblu anonim (Categorie: locuire civilă) (Tip: Așezare)                                                                                            | sat Pădureni, comuna Chinteni                    |                                                   | Iclod                                                                                |                |                                               | Încărcați imagine | Raportați eroare |
| 55044.02.01                              | Așezări neolitice la Pintic - Pietriș / ansamblu anonim (Categorie: locuire civilă) (Tip: Așezare)                                                                                        | localitate componentă Pintic, municipiul Dej     | Pietriș                                           |                                                                                      |                | 47°04′55″N 23°47′27″E / 47.08187°N 23.79095°E | Încărcați imagine | Raportați eroare |
| 58758.01.01                              | Așezări neolitice la Pietroasa - "Dealul Piatra Secuiască" / ansamblu anonim (Categorie: locuire civilă) (Tip: Așezare)                                                                   | sat Pietroasa, comuna Moldovenești               | Dealul Piatra Secuiască                           | Petrești                                                                             |                |                                               | Încărcați imagine | Raportați eroare |
| 58963.01                                 | Topor eneolitic din cupru la Petreștii de Mijloc - "Costișata" (Categorie: descoperire izolată) (Tip: obiect izolat)                                                                      | sat Petreștii de Mijloc, comuna Petreștii de Jos | Costișata                                         |                                                                                      | 1898           |                                               | Încărcați imagine | Raportați eroare |
| 57886.01                                 | Vârf de silex neolitic la Puini (Categorie: descoperire izolată) (Tip: obiect izolat) | sat Puini, comuna Geaca                          |                                                   |                                                                                      |                |                                               | Încărcați imagine | Raportați eroare |
| 56176.01                                 | Nucleu de obsidian neolitic la Pruni - "Sdrenț" (Categorie: descoperire izolată) (Tip: obiect izolat)                                                                                     | sat Pruni, comuna Bobâlna                        | Sdrenț                                            |                                                                                      |                |                                               | Încărcați imagine | Raportați eroare |
| 57270.01.01                              | Așezările de la Pruniș - "La Cruce" / ansamblu anonim (Categorie: locuire civilă) (Tip: Așezare)                                                                                          | sat Pruniș, comuna Ciurila                       | La Cruce                                          | Iclod - Petrești                                                                     | 2003           | 46°37′48″N 23°33′20″E / 46.63°N 23.55556°E    | Încărcați imagine | Raportați eroare |
| 57270.01.02                              | Așezările de la Pruniș - "La Cruce" / ansamblu anonim (Categorie: locuire civilă) (Tip: Așezare)                                                                                          | sat Pruniș, comuna Ciurila                       | La Cruce                                          |                                                                                      | 2003           | 46°37′48″N 23°33′20″E / 46.63°N 23.55556°E    | Încărcați imagine | Raportați eroare |
| 57270.02.01                              | Locuire neolitcă la Pruniș - autostrada Borș-Brașov, tronson 2B, km 31.720-32.600 - ,,Șesul Silivașului, km 31.720 - 32.600" / ansamblu anonim (Categorie: locuire civilă) (Tip: Așezare) | sat Pruniș, comuna Ciurila                       | Șesul Silivașului, km 31.720 - 32.600             |                                                                                      |                |                                               | Încărcați imagine | Raportați eroare |
| 57270.03.01                              | Locuire neolitică la Pruniș - autostrada Borș-Brașov, tronson 2B, km 31.600-31.720 / ansamblu anonim (Categorie: locuire civilă) (Tip: Așezare)                                           | sat Pruniș, comuna Ciurila                       | Vatra satului - Km 31.600-31.720                  |                                                                                      |                |                                               | Încărcați imagine | Raportați eroare |
| 58927.03.01                              | Situl arheologic de la Petreștii de Jos - Cheile Turzii - ,,Peștera Ungurească, Peștera Binder" / ansamblu anonim (Categorie: locuire civilă) (Tip: Așezare în peșteră)                   | sat Petreștii de Jos, comuna Petreștii de Jos    | Cheile Turzii, Peștera Ungurească, Peștera Binder | Cluj - Câmpia Turzii-Lumea Nouă                                                      | 1897-1899      | 46°34′03″N 23°40′22″E / 46.5675°N 23.67278°E  | Încărcați imagine | Raportați eroare |
| 58927.03.02                              | Situl arheologic de la Petreștii de Jos - Cheile Turzii - ,,Peștera Ungurească, Peștera Binder" / ansamblu anonim (Categorie: locuire civilă) (Tip: Așezare în peșteră)                   | sat Petreștii de Jos, comuna Petreștii de Jos    | Cheile Turzii, Peștera Ungurească, Peștera Binder | Grupul Băile Herculane II - Cheile Turzii și Petrești (ceramica cu toarte pastilate) | 1897-1899      | 46°34′03″N 23°40′22″E / 46.5675°N 23.67278°E  | Încărcați imagine | Raportați eroare |
| 58927.03.03                              | Situl arheologic de la Petreștii de Jos - Cheile Turzii - ,,Peștera Ungurească, Peștera Binder" / ansamblu anonim (Categorie: locuire civilă) (Tip: Așezare în peșteră)                   | sat Petreștii de Jos, comuna Petreștii de Jos    | Cheile Turzii, Peștera Ungurească, Peștera Binder | Coțofeni                                                                             | 1897-1899      | 46°34′03″N 23°40′22″E / 46.5675°N 23.67278°E  | Încărcați imagine | Raportați eroare |
| 58927.03.04                              | Situl arheologic de la Petreștii de Jos - Cheile Turzii - ,,Peștera Ungurească, Peștera Binder" / ansamblu anonim (Categorie: locuire civilă) (Tip: Așezare în peșteră)                   | sat Petreștii de Jos, comuna Petreștii de Jos    | Cheile Turzii, Peștera Ungurească, Peștera Binder |                                                                                      | 1897-1899      | 46°34′03″N 23°40′22″E / 46.5675°N 23.67278°E  | Încărcați imagine | Raportați eroare |
| 58927.03.05                              | Situl arheologic de la Petreștii de Jos - Cheile Turzii - ,,Peștera Ungurească, Peștera Binder" / ansamblu anonim (Categorie: locuire civilă) (Tip: Așezare în peșteră)                   | sat Petreștii de Jos, comuna Petreștii de Jos    | Cheile Turzii, Peștera Ungurească, Peștera Binder |                                                                                      | 1897-1899      | 46°34′03″N 23°40′22″E / 46.5675°N 23.67278°E  | Încărcați imagine | Raportați eroare |
| 58927.03.06                              | Situl arheologic de la Petreștii de Jos - Cheile Turzii - ,,Peștera Ungurească, Peștera Binder" / ansamblu anonim (Categorie: locuire civilă) (Tip: Locuire)                              | sat Petreștii de Jos, comuna Petreștii de Jos    | Cheile Turzii, Peștera Ungurească, Peștera Binder |                                                                                      | 1897-1899      | 46°34′03″N 23°40′22″E / 46.5675°N 23.67278°E  | Încărcați imagine | Raportați eroare |
| 58927.03.07                              | Situl arheologic de la Petreștii de Jos - Cheile Turzii - ,,Peștera Ungurească, Peștera Binder" / ansamblu anonim (Categorie: locuire civilă) (Tip: Locuire)                              | sat Petreștii de Jos, comuna Petreștii de Jos    | Cheile Turzii, Peștera Ungurească, Peștera Binder |                                                                                      | 1897-1899      | 46°34′03″N 23°40′22″E / 46.5675°N 23.67278°E  | Încărcați imagine | Raportați eroare |
| 58972.06.01                              | Necropola tumulară de la Petreștii de Sus - "La Alace" / ansamblu anonim (Categorie: descoperire funerară) (Tip: Necropolă)                                                               | sat Petreștii de Sus, comuna Petreștii de Jos    | La Alace                                          | Coțofeni                                                                             |                | 46°32′50″N 23°39′14″E / 46.54719°N 23.65395°E | Încărcați imagine | Raportați eroare |
| 59050.02.01 (Cod LMI: CJ-I-m-A-06976.11) | Fortificațiile romane de la Poieni - "Carpen" / ansamblu anonim (Categorie: locuire militară) (Tip: Turn)                                                                                 | sat Poieni, comuna Poieni                        | Carpen                                            |                                                                                      |                | 46°54′48″N 22°53′04″E / 46.91344°N 22.88454°E | Încărcați imagine | Raportați eroare |
| 59050.03.01 (Cod LMI: CJ-I-m-A-06976.12) | Fortificațiile romane de la Poieni - "Cetățuia" / ansamblu anonim (Categorie: locuire militară) (Tip: Turn)                                                                               | sat Poieni, comuna Poieni                        | Cetățuia                                          |                                                                                      |                | 46°55′01″N 22°53′36″E / 46.91693°N 22.89342°E | Încărcați imagine | Raportați eroare |
| 59050.04.01 (Cod LMI: CJ-I-m-A-06976.13) | Fortificațiile romane de la Poieni - "Dâmbul Vărădeștilor" / ansamblu anonim (Categorie: locuire militară) (Tip: Val)                                                                     | sat Poieni, comuna Poieni                        | Dâmbul Vărădeștilor                               |                                                                                      |                | 46°54′35″N 22°52′10″E / 46.90977°N 22.86942°E | Încărcați imagine | Raportați eroare |
| 58801.03.01 (Cod LMI: CJ-I-m-A-07133.04) | Situl arheologic de la Pălatca - "Poderei" / ansamblu anonim (Categorie: locuire civilă) (Tip: Așezare)                                                                                   | sat Pălatca, comuna Pălatca                      | Poderei                                           |                                                                                      |                | 46°50′10″N 24°02′55″E / 46.8361°N 24.04866°E  | Încărcați imagine | Raportați eroare |
| 58801.03.02 (Cod LMI: CJ-I-m-A-07133.03) | Situl arheologic de la Pălatca - "Poderei" / ansamblu anonim (Categorie: locuire civilă) (Tip: Așezare)                                                                                   | sat Pălatca, comuna Pălatca                      | Poderei                                           |                                                                                      |                | 46°50′10″N 24°02′55″E / 46.8361°N 24.04866°E  | Încărcați imagine | Raportați eroare |
| 58801.03.03 (Cod LMI: CJ-I-m-A-07133.02) | Situl arheologic de la Pălatca - "Poderei" / ansamblu anonim (Categorie: locuire civilă) (Tip: Așezare)                                                                                   | sat Pălatca, comuna Pălatca                      | Poderei                                           | sec. II - III d.Hr.                                                                  |                | 46°50′10″N 24°02′55″E / 46.8361°N 24.04866°E  | Încărcați imagine | Raportați eroare |
| 58801.03.04 (Cod LMI: CJ-I-m-A-07133.01) | Situl arheologic de la Pălatca - "Poderei" / ansamblu anonim (Categorie: locuire civilă) (Tip: Așezare)                                                                                   | sat Pălatca, comuna Pălatca                      | Poderei                                           |                                                                                      |                | 46°50′10″N 24°02′55″E / 46.8361°N 24.04866°E  | Încărcați imagine | Raportați eroare |